# Сан Дорлиго дела Вале
Сан Дорлиго дела Вале (итал. San Dorligo della Valle, словен. Долина) је насеље у Италији у округу Трст, региону Фурланија-Јулијска крајина.
Према процени из 2011. у насељу је живело 5912 становника. Насеље се налази на надморској висини од 88 м.

## Становништво
Према резултатима пописа становништва 2011. у општини је живело 5.912 становника.
| 1936. | 1951. | 1961. | 1971. | 1981. | 1991. | 2001. | 2011. |
| ----- | ----- | ----- | ----- | ----- | ----- | ----- | ----- |
| 5.017 | 4.821 | 5.175 | 5.683 | 6.159 | 5.956 | 5.927 | 5.912 |

## Партнерски градови
- Копар
- Кочевје